# Rautwiesenbach
Der Rautwiesenbach ist ein weniger als einen Kilometer langer Bach am Ostrand des Dorfes Sulzdorf der Stadt Schwäbisch Hall im Landkreis Schwäbisch Hall im nordöstlichen Baden-Württemberg, der nach etwa nordnordöstlichem Lauf an der Bucher Straße von links in den unteren Erlenbach mündet.

## Geographie

### Verlauf
Der Rautwiesenbach entsteht weniger als hundert Meter östlich einer Reithalle an der Sulzdorfer Herdstraße auf etwa 383 m ü. NHN in einem kleinen Quelltopf mit Wasserlinsen unter einer Weidengruppe. Diese steht in einer runden, krautig überwachsenen Geländemulde; seit der Errichtung der Reitanlagen ist die sich vor allem im Herbst abhebende Wuchszone zu diesen hin geschrumpft. Die auch im Sommer nicht unbedingt kräftig, aber beständig schüttende Quelle fließt nordwärts in etwas Abstand von einem holzwirtschaftlichen Betrieb am Ortsrand ab, begleitet von anfangs nur sporadischem und niederem Baum- und Heckenbewuchs. Bald folgt dem zwischen Feldern im Gewann Sauhöhe in recht flachem Gelände laufenden Bach ein landwirtschaftlicher Stichweg.  
Er unterquert die Bahnstrecke Heilbronn–Crailsheim und knickt jenseits vor der jüngeren Siedlung um die Straße Kresswiesen nach Nordosten ab. Die Begleitvegetation in seiner nun tieferen natürlichen Mulde weitet sich zu einem kleinen Auenwald, an dessen Ende er auf wenig unter 367,5 m ü. NHN am Rande der L 2602 Sulzdorf–Buch („Bucher Straße“) von links dem hier schon viel längeren Erlenbach zufließt, der danach in der letzten Richtung des Rautwiesenbachs weiterzieht.
Der Rautwiesenbach mündet nach einem 0,7 km langen Weg mit mittlerem Sohlgefälle von etwa 22 ‰ ungefähr 16 Höhenmeter unterhalb seines Quelltopfs. Er hat keine wesentlichen Zuflüsse.

### Einzugsgebiet
Der Rautwiesenbach hat ein etwa 0,4 km² großes Einzugsgebiet. Mit einem obersten kleinen Waldzwickel hat es, naturräumlich gesehen, Anteil am Unterraum Limpurger Berge der Schwäbisch-Fränkischen Waldberge, der weit größere Rest und der gesamte Lauf aber liegt im Naturraum Hohenloher und Haller Ebene und genauer in dessen Unterraum Vellberger Bucht. Am höchsten darin liegt der Flächenanteil im Südwesten an einem bewaldeten,  bis 427,3 m ü. NHN erreichenden Spornausläufer des Hehlbergs, auf dem ein Wasserreservoir steht.
Das obere und mittlere Einzugsgebiet mit dem Bachursprung liegen im Gipskeuper (Grabfeld-Formation). Nach etwa einem Drittel seines Weges wechselt der Bachlauf in den darunter liegenden Lettenkeuper (Erfurt-Formation), in dem er auch mündet.
Im Westen und Nordwesten grenzt das Einzugsgebiet an das des Schwarzenlachenbachs, vor dem weite Siedlungs- und Gewerbeflächen Sulzdorfs ohne offene natürliche Wasserläufe liegen. Im Osten konkurriert der Oberlauf des den Rautwiesenbach aufnehmenden Erlenbachs, der in den unteren Schwarzenlachenbach mündet.
Das ganze Gebiet gehört zur Sulzdorfer Stadtteilgemarkung. Besiedlung bzw. Bebauung gibt es nur links des Rautwiesenbachs in Gestalt der Gewerbezone um den Sulzdorfer Herdweg (K 2627) und des neueren Viertels um die Straße Kreßwiesen, beidesmal mit gewissem Abstand.

## Natur und Schutzgebiete
Der Abfluss unterhalb der Quelle lässt früheren grabenartigen Verlauf erkennen, hier quert ihn ein Grasweg, später vor der Bahnkreuzung ein gut ausgebauter Feldweg. Auf dem größeren Teil seines Weges zeigt der Rautwiesenbach jedoch, gemessen an der nahen Ortsgrenze, ein vergleichsweise naturnahes Bild.
Der Quelltopf ist Naturdenkmal. Die kleineren oberen Teile des Einzugsgebietes südlich der L 1060 liegen im Landschaftsschutzgebiet Nordteil der Limpurger Berge mit Abhängen und Geländeteilen zwischen Hessental und Sulzdorf. Die Talmulde abwärts der Bahnlinie liegt im Landschaftsschutzgebiet Bühlertal zwischen Vellberg und Geislingen mit Nebentälern und angrenzenden Gebieten.

### LUBW
Amtliche Online-Gewässerkarte mit passendem Ausschnitt und den hier benutzten Layern: Lauf und Einzugsgebiet des Rautwiesenbachs

Allgemeiner Einstieg ohne Voreinstellungen und Layer: Daten- und Kartendienst der Landesanstalt für Umwelt Baden-Württemberg (LUBW) (Hinweise)
1. ↑  Höhe nach dem Höhenlinienbild auf dem Hintergrundlayer Topographische Karte.
2. 1 2  Höhe nach schwarzer Beschriftung auf dem Hintergrundlayer Topographische Karte.
3. ↑  Länge nach dem Layer Gewässernetz (AWGN).
4. ↑  Einzugsgebiet abgemessen auf dem Hintergrundlayer Topographische Karte.
5. ↑  Schutzgebiete nach den einschlägigen Layern, Natur teilweise nach dem Layer Biotop.

### Andere Belege
1. ↑  Wolf-Dieter Sick: Geographische Landesaufnahme: Die naturräumlichen Einheiten auf Blatt 162 Rothenburg o. d. Tauber. Bundesanstalt für Landeskunde, Bad Godesberg 1962. → Online-Karte (PDF; 4,7 MB)
2. ↑  Geologie nach den Layern zu Geologische Karte 1:50.000 auf: Mapserver des Landesamtes für Geologie, Rohstoffe und Bergbau (LGRB) (Hinweise)
Einen großen Teil des Einzugsgebietes zeigt auch die unter → Literatur aufgeführte geologische Karte. auch